# Chepetivka
Chepetivka (en ukrainien : Шепетівка) ou Chepetovka (en russe : Шепето́вка) est une ville de l'oblast de Khmelnytskyï, en Ukraine, et le centre administratif du raïon de Chepetivka.
Sa population s'élevait à 41 800 habitants.

## Géographie

### Situation
Chepetivka est arrosée par la rivière Houska et se trouve à 85 km au nord de Khmelnytsky et à 248 km à l'ouest de Kiev.

### Transports
En 1873, une gare ferroviaire est construite à Chepetivka, qui devient par la suite un nœud ferroviaire.

## Histoire
La première mention de Chepetivka dans des documents historiques remonte à 1594.
Chepetivka a le statut de ville depuis 1923.
C'est à Chepetovka que se situe l'intrigue de la première partie du roman Et l'acier fut trempé... de l'écrivain soviétique Nikolaï Ostrovski.
Avant la Seconde Guerre mondiale, la ville comptait une importante communauté juive, 4 844 membres représentants 20 % de la population totale.
En 1939-1940, les environs abritèrent un vaste camp de prisonniers de guerre polonais capturés pendant la Campagne de Pologne (1939). Ce camp était placé sous l'autorité du NKVD.
En 1941 et 1942, les Juifs de la ville sont enfermés dans un ghetto puis assassinés lors d'exécutions de masse perpétrées par un Einsatzgruppen. Création de l'Usine de réparation Chepetiv.
Shepetovka a été libérée par l'Armée rouge le 11 février 1944.

## Population
Recensements (*) ou estimations de la population :
| 1923* | 1926*  | 1939*  | 1959*  |
| ----- | ------ | ------ | ------ |
| 6 373 | 14 675 | 24 830 | 31 898 |

| 1970*  | 1979*  | 1989*  | 2001*  |
| ------ | ------ | ------ | ------ |
| 38 707 | 43 484 | 50 876 | 48 212 |

| 2011   | 2012   | 2013   | 2014   |
| ------ | ------ | ------ | ------ |
| 43 573 | 43 501 | 43 375 | 43 255 |

## Personnalités
- Marguerite Szewczyk (1828-1905), religieuse polonaise y est née.
- Menashe Halpern (1871-1960), écrivain de langue yiddish y est né.
- Nikolaï Ostrovski (1904-1936), écrivain soviétique vécu ici pendant son enfance et son adolescence.

## Galerie

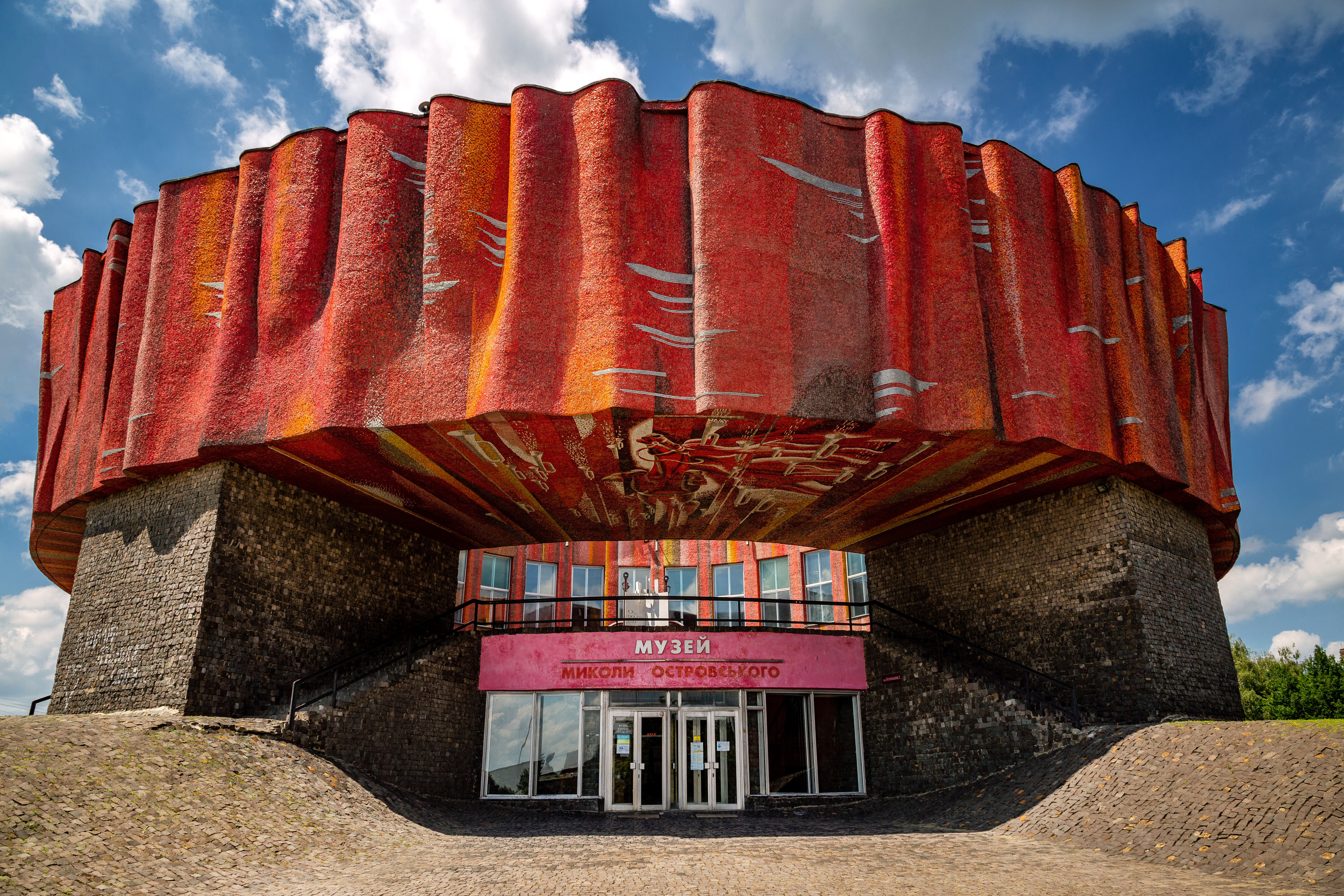
Musée de la propagande Nikolaï Ostrovski classé[4].
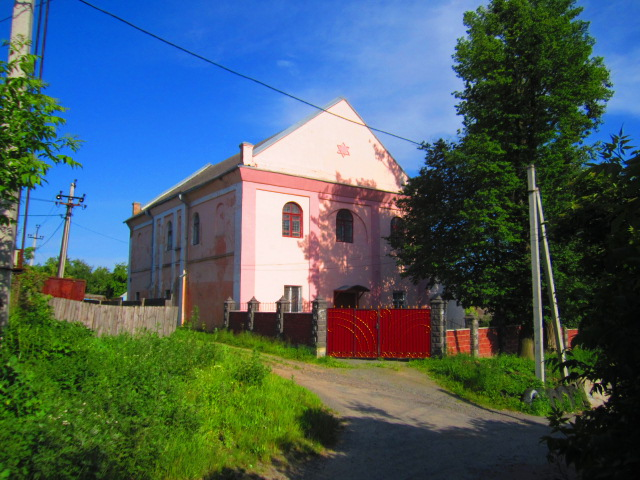
La grande synagogue classée[5].
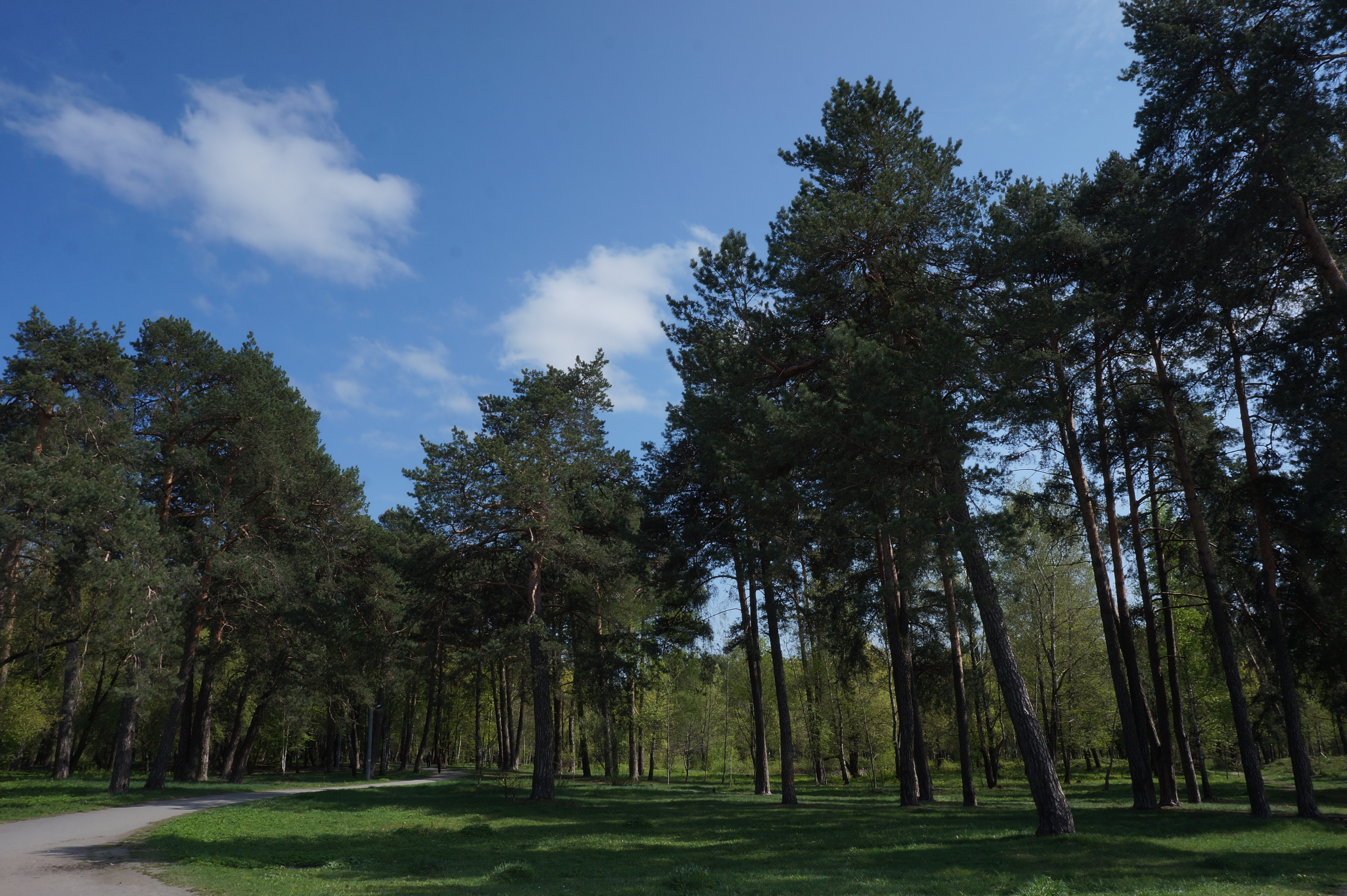
La réserve forestière classée[6].
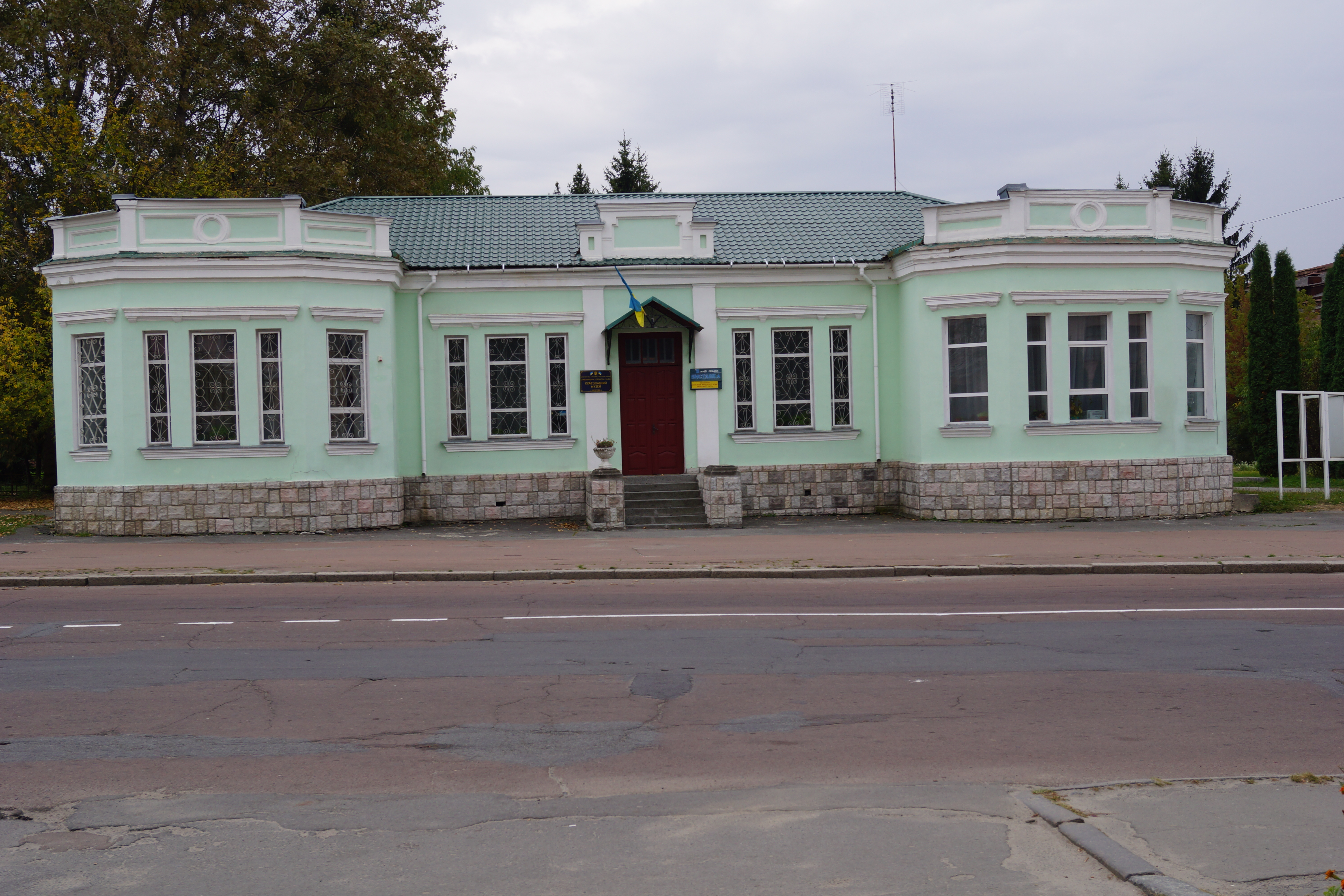
Le musée local d'histoire classé[7].
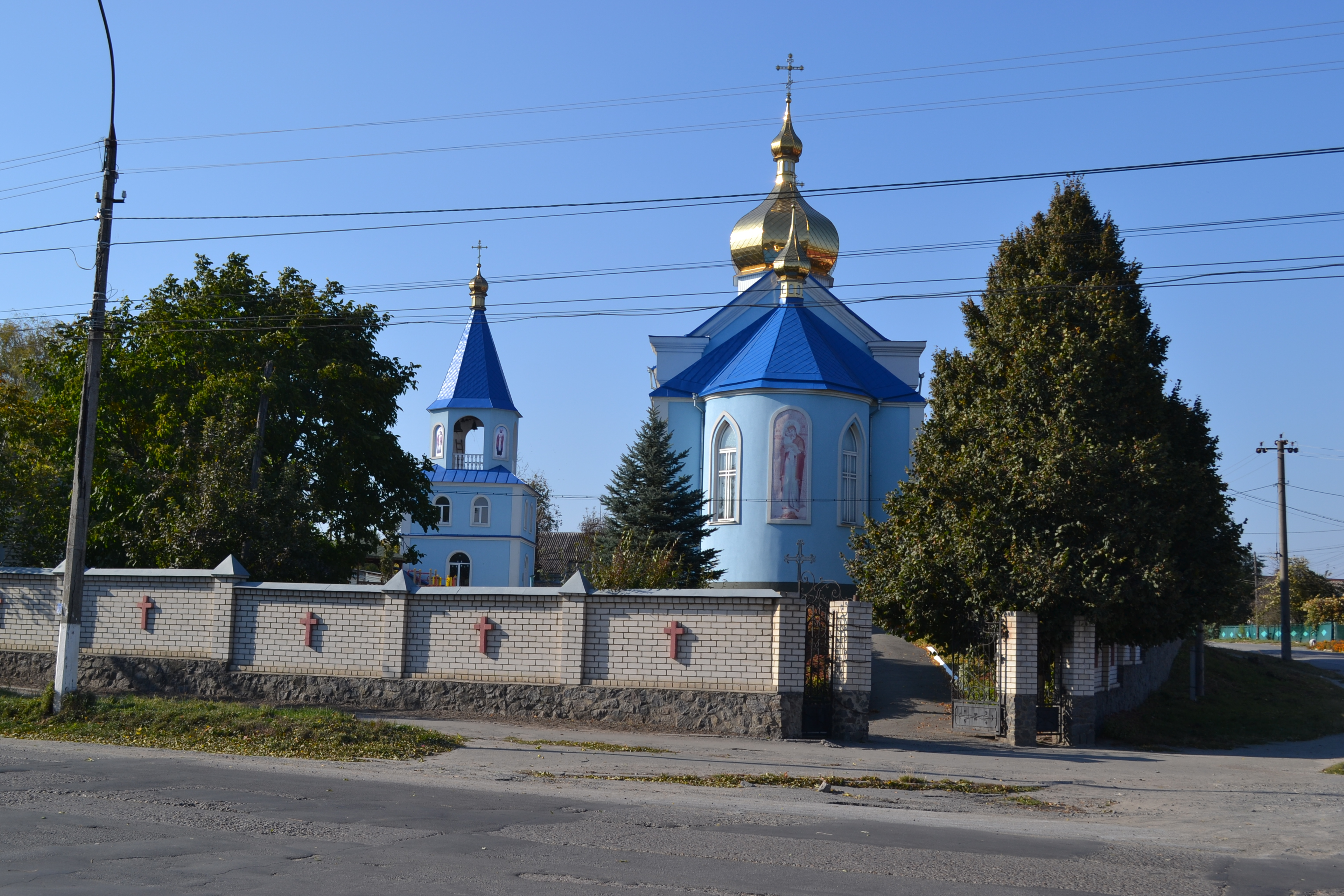
L'église Notre-Dame classée[8].